# Bolondo
Bolondo es una ciudad ecuatoguineana que se localiza en Río Muni, la parte continental del país, junto a la orilla norte de la desembocadura del Río Mbini, frente a la localidad de Mbini, con la que está comunicada por ferry; al norte se comunica por carretera con Bata.
Esta localidad es perteneciente a la provincia del Litoral.